# Montagagne
Montagagne település Franciaországban, Ariège megyében. Lakosainak száma 82 fő (2022. január 1.). Montagagne Alzen, Le Bosc, Esplas-de-Sérou, Larbont és Sentenac-de-Sérou községekkel határos.

## Népesség
A település népességének változása:
| Lakosok száma | 13   | 16   | 19   | 44   | 55   | 70   | 76   | 80   | 79   | 82   |
|               | 1968 | 1982 | 1990 | 2006 | 2013 | 2015 | 2017 | 2019 | 2020 | 2022 |